# Madness (musikalbum)
Madness är det amerikanska metalcorebandet All That Remains åttonde studioalbum. Det släpptes i april 2017 på skivbolaget Razor & Tie. Albumet gavs även ut i Japan i maj samma år.
Inför denna skiva hade bandet ånyo bytt producent till Howard Benson som jobbat med Motörhead, Sepultura och In Flames.
Madness nådde plats 50 på Billboard 200 och var bandets första album med basisten Aaron Patrick, som ersatte Jeanne Sagan.
Titelspåret släpptes som singel med tillhörande musikvideo.

## Låtlista
1. "Safe House" – 3:37
2. "Madness" – 3:24
3. "Nothing I Can Do" – 3:41
4. "If I'm Honest" – 4:25
5. "Halo" – 4:03
6. "Louder" – 3:11
7. "River City" – 5:33
8. "Open Grave" – 3:42
9. "Far from Home" – 4:05
10. "Trust and Believe" – 3:14
11. "Back to You" – 3:25
12. "Never Sorry" – 3:37
13. "The Thunder Rolls" (Garth Brooks-cover) – 4:22

## Medverkande
Musiker
- Philip Labonte – sång
- Mike Martin – gitarr
- Oli Herbert – gitarr
- Aaron Patrick – basgitarr, sång
- Jason Costa – trummor

Produktion
- Howard Benson – producent, mixning, mastering
- Mike Plotnikoff – producent
- Bob Ludwig – mastering
- Igor Khorosev –  stråkarrangemang
- Josh Strock – låtskrivande